# Hybanthus bicolor
Hybanthus bicolor là một loài thực vật có hoa trong họ Hoa tím. Loài này được (A.St.-Hil.) Baill. mô tả khoa học đầu tiên năm 1884.